# Länderkunde
Die Länderkunde ist eine Fachrichtung der Geographie. Sie stellt die idiographische Richtung der Regionalen Geographie dar, in der jeweils ein bestimmter Erd- oder Landschaftsraum für sich betrachtet wird. Dabei betont die Länderkunde die Einmaligkeit der einzelnen Räume. Dem österreichischen Geographen Norbert Krebs zufolge ist der Untersuchungsgegenstand der Länderkunde im Gegensatz zur Landschaftskunde nicht eine Landschaft im Sinne von „mehrfach wiederkehrenden Typen“, sondern ein Land als „Individuum“; Carl Troll definierte dieses Land als einen Staat, ein politisch begrenztes Territorium oder auch als Wohngebiet eines Volkes.

## Geschichte

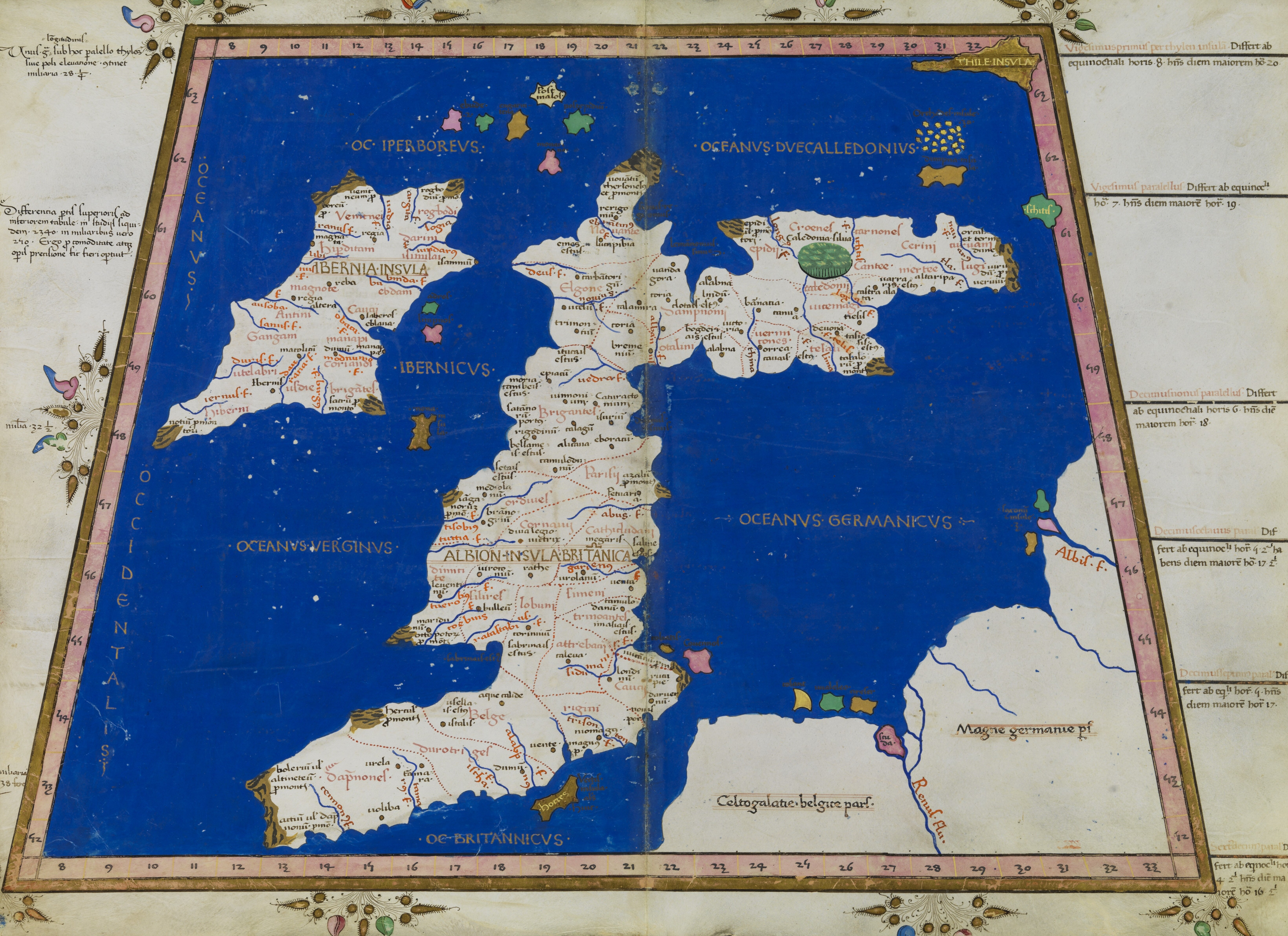
Karte der Britischen Inseln aus dem 15. Jahrhundert, basierend auf den Angaben aus Ptolemäus’ Cosmographie

Die Geschichte der Länderkunde geht in ihrer Form als beschreibende Länderdarstellung bis in das europäische Altertum und das alte China zurück. Bedeutende Länderkundler der Antike waren Strabon und Ptolemäus.
Im ausgehenden 19. Jahrhundert wurde Geographie im Wesentlichen mit Länderkunde gleichgesetzt, die Geographie sei „seit alters in erster Linie Länderkunde gewesen.“
Bis in die 1960er Jahre galt die Länderkunde im deutschsprachigen Raum unter Geographen als Kerngebiet oder „Krone“ der geographischen Wissenschaften. Mit dem Kieler Geographentag von 1969, auf dem sie als wissenschaftstheoretisch unfundiert, holistisch und naturalistisch kritisiert wurde, verlor die Länderkunde stark an Bedeutung. Seit den 1970er Jahren ist sie vor allem in der Form der Problemorientierten Länderkunde verbreitet.

## Länderkundliches Schema
Das länderkundliche Schema, nach Alfred Hettner auch Hettnersches Länderkundliches Schema oder Hettnersches Schema, dient seit dem 19. Jahrhundert zur Vereinheitlichung des Aufbaus einer Länderkunde. Dem länderkundlichen Schema zufolge soll bei der Darstellung regionalgeographischer Sachverhalte eine feste Reihenfolge eingehalten werden:
1. Lage, Gestalt und Größe
2. Geologie und Oberflächenformen
3. Klima
4. Gewässer
5. Pflanzenkleid
6. Tierwelt
7. Mensch
8. Siedlungen
9. Wirtschaft
10. Verkehr
11. Sprachliche, religiöse und staatliche Verhältnisse

## Dynamische und problemorientierte Länderkunde
Die von Hans Spethmann in den 1920er Jahren entwickelte Dynamische Länderkunde hatte zum Ziel, das Wesen eines Landes auf den ersten Seiten zu vermitteln und dabei die dominierenden Geofaktoren herauszustellen. Eine Länderkunde nach dieser Methode ist meist eingehender und spezifischer als eine nach dem länderkundlichen Schema erstellte. Allerdings sind in nach dieser Methode erstellten Länderkunden dargestellte Länder schwerer miteinander vergleichbar, und die Darstellungen können stark subjektiv gefärbt sein.
Die Problemorientierte Länderkunde stellt eine Weiterentwicklung der Dynamischen Länderkunde dar. Einzelne Probleme und Problemkreise stehen dabei im Mittelpunkt und bilden einen roten Faden.